# Raúl Foullon
Cesáreo Raúl Emilio Foullon Van Lissum (ur. 25 lutego 1955) – meksykański judoka. Olimpijczyk z Monachium 1972, gdzie zajął dwunaste miejsce w kategorii do 70 kg.
Zdobył brązowy medal na mistrzostwach panamerykańskich w 1976 i na Igrzyskach Ameryki Środkowej i Karaibów w 1974 roku.

## Letnie Igrzyska Olimpijskie 1972
| Konkurencja     | Walki                  | Walki                    | Klas. końcowa |
| Konkurencja     | 1/16                   | 1/8                      | Miejsce       |
| --------------- | ---------------------- | ------------------------ | ------------- |
| waga półśrednia | Babacar Sidibé (SEN) W | Anatolij Nowikow (USR) P | XII           |